# Fábio Maldonado
Fábio Rogério Maldonado (Sorocaba, 17 de março de 1980) é um pugilista e lutador de artes marciais mistas brasileiro. Era membro da Team Nogueira, mas devido a problemas relacionados à aquisição de uma franquia da academias, Maldonado saiu da equipe.

## Carreira
O sorocabano Fábio Maldonado iniciou sua carreira no mundo da luta no ano de 1997 lutando boxe amador. Em cinco anos como amador, Maldonado acumulou um respeitado cartel de 40 vitórias em 45 lutas, sendo 27 por nocaute, tornando-se campeão dos principais torneios em atividade como a Forja dos campeões, Luvas de ouro, Campeonato Paulista, entre outros.
Em 2002, junto com seu treinador na época, Lucas França, o lutador resolveu migrar para o Boxe Profissional. Esporte em que permenece invicto até hoje, com 21 nocautes em 22 lutas. Sempre foi apontado como exímio boxeador, sendo conhecidas suas qualidades nesse esporte
No MMA, sua história começou antes mesmo de tornar-se profissional de boxe. Em 2000, estreou em um GP em Brasília fazendo três lutas na mesma noite. Quatro anos mais tarde conheceu os irmãos Rodrigo Minotauro e Rogério Minotouro, e passou a treinar no Rio de janeiro.
Maldonado tem se tornado uma referência no mundo das lutas quando o tema é irreverência. Chegou a afirmar no programa Agora é Tarde do apresentador Danilo Gentilli na Rede Bandeirantes de Televisão, que era um lutador limitado, por isso não chutava. Envolveu-se em outras polêmicas com lutadores como Anderson Silva, Pedro Rizzo e Glover Teixeira.

### Ultimate Fighting Championship
No dia  16 de Outubro de 2010, Maldonando estreou no UFC contra o inglês James McSweeney, vencendo por nocaute técnico.
Após essa luta, Maldonado protagonizou duas das mais polêmicas lutas do UFC no quesito contagem de pontos, nas quais perdeu para Kyle Kingsbury e Igor Pokrajac.
Maldonado venceu o americano Joey Beltran por decisão dividida no UFC Fight Night: Maia vs. Shields.
Após confirmada lesão de Júnior Cigano, Fábio Maldonado substituiu o ex-campeão e enfrentou o croata Stipe Miocic no The Ultimate Fighter Brazil 3 Finale: Maldonado vs Miocic, realizando sua estreia na categoria dos pesos-pesados do UFC. Maldonado perdeu por nocaute técnico ainda no primeiro round.
Ele enfrentou o holandês Hans Stringer em 25 de Outubro de 2014 no UFC 179, e venceu por nocaute técnico.
Maldonado enfrentou o americano Quinton Jackson no UFC 186: Johnson vs. Horiguchi, após resolvida uma questão envolvendo o americano, com uma liminar na justiça vinda do Bellator. Rampage seria forçado a sair do card, mas acabou lutando. Maldonado, segundo a crítica, decepcionou no confronto, perdendo por pontos.
Maldonado era esperado para enfrentar Tom Lawlor em 7 de Novembro de 2015 no UFC Fight Night: Belfort vs. Henderson III. No entanto, uma lesão tirou Lawlor do evento e ele foi substituído por Corey Anderson. Maldonado foi derrotado por decisão unânime.

## Cartel no MMA
| Cartel no MMA   |             |             |
| 40 lutas        | 26 vitórias | 14 derrotas |
| Por nocaute     | 15          | 5           |
| Por finalização | 4           | 2           |
| Por decisão     | 7           | 7           |

| Res.    | Cartel | Oponente                 | Método                               | Evento                                            | Data       | Round | Tempo | Local                   | Notas |
| ------- | ------ | ------------------------ | ------------------------------------ | ------------------------------------------------- | ---------- | ----- | ----- | ----------------------- | --- |
| Vitória | 26-14  | Pelu Adetola             | Decisão (unânime)                    | SBC 27                                            | 14/03/2020 | 3     | 5:00  | Vrbas                   | |
| Derrota | 25–14  | Jiří Procházka           | Nocaute (socos)                      | Rizin 19                                          | 12/10/2019 | 1     | 1:49  | Osaka                   | Peso-casado (220.5 lbs).                                                                                                   |
| Vitória | 25–13  | Thiago Silva Batista     | Nocaute (soco)                       | Vikings Fight Club 5 - Balada Fight               | 22/12/2018 | 1     | 1:37  | Campinas                | |
| Derrota | 24–13  | Ivan Shtyrkov            | Nocaute Técnico (socos)              | RCC 4                                             | 27/10/2018 | 2     | 1:23  | Ecaterimburgo           | |
| Derrota | 24–12  | Nikita Krylov            | Nocaute (soco)                       | Fight Nights Global 87: Khachatryan vs. Queally   | 19/05/2018 | 2     | 3:33  | Rostov                  | Perdeu o Cinturão Meio Pesado do FNG.                                                                                      |
| Vitória | 24–11  | Kurban Omarov            | Finalização (guilhotina)             | Fight Nights Global 73                            | 04/09/2017 | 3     | 3:01  | Daguestão               | Ganhou o cinturão Meio Pesado Vago do FNG.                                                                                 |
| Vitória | 23–11  | Abdl-Khamid-Davlyatov    | Nocaute Técnico (socos)              | Fight Nights Global 60                            | 05/03/2017 | 1     | 4:20  | Dushanbe                | |
| Derrota | 22–11  | Mikhail Mokhnatkin       | Decisão (unânime)                    | Fight Nights Global 52                            | 01/10/2016 | 3     | 5:00  | Nizhnevartovsk          | |
| Derrota | 22–10  | Fedor Emelianenko        | Decisão (recurso )                   | Fight Nights Global 50: Emelianenko vs. Maldonado | 17/06/2016 | 3     | 5:00  | São Petersburgo         | Resultado mudado para empate pela Associação Mundial de MMA, mas essa decisão não foi reconhecida pela União de MMA Russa. |
| Derrota | 22–9   | Corey Anderson           | Decisão (unânime)                    | UFC Fight Night: Belfort vs. Henderson III        | 07/11/2015 | 3     | 5:00  | São Paulo               | |
| Derrota | 22–8   | Quinton Jackson          | Decisão (unânime)                    | UFC 186: Johnson vs. Horiguchi                    | 25/04/2015 | 3     | 5:00  | Montreal, Quebec        | Peso-casado (215 lbs). |
| Vitória | 22–7   | Hans Stringer            | Nocaute Técnico (socos)              | UFC 179: Aldo vs. Mendes II                       | 25/10/2014 | 2     | 4:06  | Rio de Janeiro          | Performance da Noite. |
| Derrota | 21–7   | Stipe Miocic             | Nocaute Técnico (socos)              | UFC Fight Night: Miocic vs. Maldonado             | 31/05/2014 | 1     | 0:35  | São Paulo               | Luta no Peso Pesado. |
| Vitória | 21–6   | Gian Villante            | Decisão (unânime)                    | UFC Fight Night: Shogun vs. Henderson II          | 23/03/2014 | 3     | 5:00  | Natal                   | |
| Vitória | 20–6   | Joey Beltran             | Decisão (dividida)                   | UFC Fight Night: Maia vs. Shields                 | 09/10/2013 | 3     | 5:00  | Barueri                 | |
| Vitória | 19–6   | Roger Hollett            | Decisão (unânime)                    | UFC on FX: Belfort vs. Rockhold                   | 18/05/2013 | 3     | 5:00  | Jaraguá do Sul          | |
| Derrota | 18–6   | Glover Teixeira          | Nocaute Técnico (interrupção médica) | UFC 153: Silva vs. Bonnar                         | 13/10/2012 | 2     | 5:00  | Rio de Janeiro          | |
| Derrota | 18–5   | Igor Pokrajac            | Decisão (unânime)                    | UFC on Fuel TV: Korean Zombie vs. Poirier         | 15/05/2012 | 3     | 5:00  | Fairfax, Virginia       | |
| Derrota | 18–4   | Kyle Kingsbury           | Decisão (unânime)                    | The Ultimate Fighter 13 Finale                    | 04/06/2011 | 3     | 5:00  | Las Vegas, Nevada       | Luta da Noite |
| Vitória | 18–3   | James McSweeney          | Nocaute Técnico (socos)              | UFC 120: Bisping vs. Akiyama                      | 16/10/2010 | 3     | 0:48  | Londres                 | Estreia no UFC. |
| Vitória | 17–3   | Nelson Martins           | Nocaute (soco)                       | First Class Fight 4                               | 30/06/2010 | 1     | 0:40  | São Paulo               | |
| Vitória | 16–3   | Jackson Mora             | Finalização (guilhotina)             | Memorial Fight Qualifying                         | 04/06/2010 | 1     | N/A   | Santos                  | |
| Vitória | 15–3   | Jessie Gibbs             | Finalização (socos)                  | Bitetti Combat MMA 7                              | 28/05/2010 | 2     | 2:52  | Rio de Janeiro          | |
| Vitória | 14–3   | Alessandro Leal          | Nocaute Técnico (socos)              | Combat Power Championship                         | 13/03/210  | 1     | N/A   | Piracicaba              | |
| Vitória | 13–3   | Fernando Tressino        | Nocaute Técnico (cansaço)            | Bitetti Combat MMA 5                              | 12/12/2009 | 2     | 5:00  | Barueri                 | |
| Vitória | 12–3   | Vitor Miranda            | Decisão (unânime)                    | Bitetti Combat MMA 4                              | 12/09/2009 | 3     | 5:00  | Rio de Janeiro          | |
| Vitória | 11–3   | Edgard Castaldelli Filho | Nocaute Técnico (socos)              | Predador FC 12                                    | 03/12/2008 | 2     | N/A   | São Paulo               | |
| Vitória | 10–3   | Shaton Vaughn            | Finalização (guilhotina)             | FW 16: International                              | 01/11/2008 | 1     | 4:48  | Albuquerque, New Mexico | |
| Vitória | 9–3    | Maiquel Falcão           | Nocaute Técnico (socos)              | Predador FC 9                                     | 15/03/2008 | 2     | N/A   | São Paulo               | |
| Vitória | 8–3    | Renato Matos             | Nocaute Técnico (socos)              | Predador FC 7                                     | 07/12/2007 | 1     | N/A   | São Paulo               | |
| Derrota | 7–3    | Alexandre Ferreira       | Finalização (chave de joelho)        | MTL: Final                                        | 10/11/2007 | 1     | 0:27  | São Paulo               | |
| Vitória | 7–2    | Vitor Miranda            | Decisão (unânime)                    | Mo Team League 2                                  | 29/09/2007 | 3     | 5:00  | São Paulo               | |
| Vitória | 6–2    | Maiquel Falcão           | Nocaute Técnico (socos)              | Circuito Mariliense MMA                           | 18/05/2007 | 3     | 0:46  | Marília                 | |
| Vitória | 5–2    | Ildemar Marajó           | Decisão (unânime)                    | Predador Kamae 2                                  | 25/01/2007 | N/A   | N/A   | Brasil                  | |
| Vitória | 4–2    | Cleisson Mamute          | Nocaute Técnico (socos)              | Pantanal Combat                                   | 10/02/2006 | 2     | N/A   | Brasil                  | |
| Vitória | 3–2    | Bruno Alves              | Nocaute Técnico (cansaço)            | Clube da Luta 1                                   | 14/12/2004 | 2     | 4:54  | Bahia                   | |
| Derrota | 2–2    | Alessandro Leal          | Finalização (chave de joelho)        | Meca World Vale Tudo 5                            | 09/06/2001 | 1     | 5:22  | Curitiba                | |
| Derrota | 2–1    | Senior Omni Santos       | Decisão (unânime)                    | Surf Fight Circuit: Day 2                         | 23/09/2000 | 2     | 10:00 | Brasília                | |
| Vitória | 2–0    | Augusto Menezes Santos   | Nocaute (socos)                      | Surf Fight Circuit: Day 1                         | 22/09/2000 | 2     | 3:03  | Brasília                | |
| Vitória | 1–0    | Robson Parazinho         | Nocaute Técnico (socos)              | Surf Fight Circuit: Day 1                         | 22/09/2000 | 1     | 2:21  | Brasília                | |